# آرواره‌نیزه‌دندان
آرواره‌نیزه‌دندان (نام علمی: Gnathabelodon) نام یک سرده از تیره گوه‌دد است.
این جنس بومی آمریکای شمالی است و در میانه تا اواخر میوسن می‌زیست.